# オシアン
オシアン またはオシァン（英語: Ossian, Oscian）は、スコットランドの伝説の英雄詩人の、英語化名。スコットランド・ゲール語ではオシェンと発音し、 Oisein, Oisean と正規表記する。
かつては、アイルランド伝承文学の英雄詩人オシーンのことも含めてオシアンと称していた時期があるが、現在ではこれらを区別する傾向にある。
よって、本項では「オシアン」をマクファーソンが多分に創作したフィンガルらを住人とする架空世界（ワールド）(en:Fictional universe)の語り部・登場人物と位置付けて説明を進めることとする。

## 概要
18世紀のスコットランドの作家ジェイムズ・マクファーソンは、出身国の古代の盲目詩人オシアンが詩作したゲール語の英雄譚が存在することを提唱した。そののち、この採集に成功したと称して、ハイランド地方を舞台とし、フィンガル(スコットランド・ゲール語: Fingal, Fionnghal) を主人公とする、一連の長編叙事詩を、散文英訳として発表した。当時、英国やヨーロッパ大陸でたいへんな好評を博し、オシアンの名前が広まった。(#反響の節参照)
オシアンは、西ハイランド地方の伝説国モルヴェンを統べるフィンガル王と、その最初の妃ロスクランナ(Roscranna)の間に生まれた息子である。オシアンとその妻エヴィル・アーリン(英語: Everallin, スコットランド・ゲール語: Eimhir-àluinn)のあいだにもうけられた息子オスカルも、若くして戦死した悲劇の英雄。オシアンは、仲間の誰よりも長寿を生き延びて、昔日の栄誉を後世に歌い継いだ、という設定である。
オシアンの原型は、アイルランド伝承文学のフィアナ伝説群に登場する、フィン・マックールの息子オシーンに求められる。オシーンもやはり古歌を作詩し、非常な老齢まで長生し、世紀を経て聖パトリックらに故事を語ったとされている。
（＊アイルランド伝承文学のオシーンの父親フィンは、スコットランドの王ではなく、アイルランドのアルヴを拠点としたフィアナ戦士団という軍団の長であり、三世紀頃の上王コルマク・マク・アルトの時代に活躍したとされる。フィアナ伝説群は、19世紀頃まで欧米で、"Ossianic Cycle"等（英語で「オシアン伝説群」の意）と称するのが主流であり、これには広義的にあらゆるアイルランド英雄譚も含まれた一時期があった。）
フィン/フィンガルが、古来よりのスコットランドの英雄だったという主張は、現在では通用しない。アイルランドのフィアナ伝説が、古写本や近代写本より続々と出版され、アイルランドが本家本元であることが、おのずと明らかになってしまったからである。
フィンに関する英雄譚が、スコットランドでも書写されたことも事実であるが、それらは字体や言語、登場地名や人名に、アイルランド由来である名残をとどめている。バラッドや噺の例にしてもまた然りである。よってフィン/フィンガルをスコットランドの地元英雄として描く土着伝説をどれほどマクファーソンが採集できたかは疑問で、おそらく、あらゆる材料を駆使しながら、作為的にアイルランド起源の部分を排除して、小品を自己流に表現しなおしてつなぎ合わせ、スコットランド伝説に仕立てていったのであろう。
ただし、アルスターの王が上王と取り違えられその王都がタラだと勘違いされたり、フィアナ軍団（3世紀）とクーフリンらアルスター伝説の英雄（1世紀）が同時代に入り混じるアナクロニズム(時代錯誤)は、西ハイランドの諸島の伝承で生じていたので、そうした部分はマクファーソンが故意におこなった変造だとは言えない。

## 作品と背景
上述のように、マクファーソンが作り上げた『オシアン作品集』は、スコットランド中心的な版図や歴史背景の上に、作られている。以下、各キャラのプロファイルの「≒」マーク以降は、各人に相当するアイルランド伝承文学の元祖キャラを示す。

### 「フィンガル」
コルマク王が治めるエーリン国（アイルランド）は、ロホラン(北欧)のスワラン王による侵攻を受けて、スコットランドのモールヴェン国のフィンガル王から援軍を求める。
(主要登場人物)
- フィンガル（英: Fingal; 蘇：Fionnghall）: 上述。名は「淡い色の髪(金髪)の者」または「白い異邦人」を意味する。モルヴェン（「大きな山々」）は、おそらく創作の王国名。王都はセルマ「美しき展望」。おおよそハイランド地方本土の西沿岸と考えればよいが、詳しい地理については、下の節を参照。
- コルマク王(英:Cormac; 蘇：Còrrmhac), ：娘であるロスクランナ王女をフィンガルの最初の妃として嫁がせていたのでフィンガルとは姻戚関係にあった。（≒アイルランド文学でも、コルマク・マク・アルト王の娘グラーニアは、古くはフィンの妻と伝えられたと考えられている。）
- スワラン王：スタルノの子。(英:Suaran son of Starno; 蘇：Suaran mac Stàrno) オーディン神(英:Lodin; 蘇：Lòduinn)を信仰する、北欧よりの侵略者。≒アイルランドの(近世の)詩の題材ガルヴ・マク・スタルンと同一人物とされる。スワランというスカンジナビア風の名はゴットランドの似非王 Suarinus (サクソ・グラマティクス第1巻に登場)から借用されたらしい

(クフーリンと身辺)
- クフーリン：セモ(セマ)の息子。(英:Cuchullin, son of Semo; 蘇：mac Sheuma)ここでは若輩のコルマク王を補佐するアイルランドの将。（≒原型はアルスター伝説の英雄クーフーリン。父親はスアルタムだということになっている）。
- ブラーゲル「白い胸」：スール・グランの娘。(英:Bragela, daughter of Sorglan; 蘇：Bhrài-gheal/Bhràigh-gheal, Nighean Shorghlain) (≒エウェルはクーフーリンの正妻だが、クーフーリンは初対面したとき、エウェルの衣服の襟足からのぞく胸ぢのことを、詩的かつ婉曲的に語りかけた。またクーフーリンと関係をもったアイフェという女戦士がいるが、アイフェはクーフーリンと対戦し乳房をつかまれて担ぎ上げられ、降参してその子を産む。よって、この二人の女性とも「白い胸」という意味の名をもつ女性に転化させられた可能性がある）。
- コナル (コルガルの息子)(英:Conall, son of Colgar; 蘇：Conall mac Cholgair)。クーフリンの戦友。
- カルル(英:Carul; 蘇：Carull)。詩吟歌人(バルド)の名。特にクーフリンに仕える主任歌人。

(フィン王軍)
- クールチァ(英:Ca-olt; 蘇：Caoilte)。(≒カイルテ・マク・ローナーンは、フィン・マックールの甥で俊足で知られる)
- ガル(モルニの子)(英:Gaul / son of Morni; 蘇：Goll / Mac Mhorni)。(「フィンガル 第三」, 「タイモーラ 第三」)。私怨を捨て、フィンガル王に仕えている(≒ゴル・マク・モルナは、フィアナ軍団の中でもフィンとはライバル派閥の長であり、のちにカルブレ王側に寝返る)
- ウリン(英:蘇：Ullin)。フィンガルのお抱えの歌人の長。

(スワラン軍)
- アールンの子(英:son of Arno; 蘇：Mhic Àirne)。スワラン(北欧軍)の斥候。父称のみで付け名は明かされない
- モール・ラーヴ(英:Mor-la 蘇：Mòr-làmh)。(「フィンガル 第二」)。スワラン(北欧軍)の使者か伝令。クーフリンの降伏を要求。

(その他)
- クルーゲル(英:Crugel; 蘇：Chrùthghil)。コナルに姿を現わす戦死者の亡霊。
- ムールン(英:Morna; 蘇：Mùirn)。コルマク王の娘。
- ドゥホマル(英:Du-chomar; 蘇：Dubh-chuimir)。ムールンに横恋慕してカーバッドを殺すのだが、その剣をムールンに見せるや、彼女に刺されてしまう。ドゥホマルは息あるうちに彼女も刺し殺し、それから命尽きる。

### 「タイモーラ」
「タイモーラ　第一の歌」。時代はくだり、Template:コルマク・マク・アルトは弑されて、アイルランドの王位はカラバル(Cairbar)に簒奪される。フィンガルは、このカラバルに戦いを挑む。フィンガルの孫のオスカルは、カラバルにまんまと饗宴に招かれて、戦いで致命傷を負うが、カラバル王も返り討ちにする。この粗筋は、「ガヴラの戦い」という作品として、アイルランドでもスコットランドでも多数の写本やバラッドに残されている。孫の死に際して、フィンは一生に一度だけ落涙したと言い伝えられる。カラバルの死後、その兄弟カーモールが、弔い戦を仕掛けてくる。
(ボルガ族)
- カラバル:アイルランドの南部の一族の出身で、エーリン(アイルランド)の王座を奪ったという設定。（≒カルブレ・リフェハルは、コルマクの王子であり、王を殺すなどしていないが、フィアナの敵になり、オスカルと相打ちする部分は同じである）。
- オラ(Olla):カラバル王の歌人。(人名と言うより「歌人」を意味する Ollamh という語に類似することが指摘される。)
- カーモール (英:Ca Mor; 蘇：Cath-Mòr)。カラバルの弟。
- ボルバル・ドゥ・フル 「黒い目の」(英:Borbar Du-[t]hul; 蘇：Borbar Dhúbh[s]uil)。カラバルとカーモールの父親。

(フィン王側)
- ロスクランナ:アイルランドの王女で、フィンガルの最初の妃。名前の直訳は「(昇る)陽の光線」だが「明るい目をした」の意と語釈される。(≒前述グラーニア「太陽」に相当)
- カーモール (英:Ca Mor; 蘇：Cath-Mòr)。カラバルの弟。
- ナーホス (英:Na-Hos; 蘇：Nathos)。ウスノーの息子のひとりで、エーティ（エティーブ湖）を本拠とする。(≒デアドラ物語のノイシュに相当する。)
- クラーホ (英・蘇：Clatho)。フィンガルの第2の妃で、フィランの母親。

### その他
- マルヴィーナ：(英:Malvina; 蘇：Mhalmhìna)。オスカルの許嫁で、トスカルの娘。オスカルが死んだ後年も、義父となるはずだったオシァン老人を慰める竪琴の名手。(≒Étaín Fholtfhind は、妖精郷の住人で、こちらはオスカルが死すと心臓がはりさけて死んだとされる)。
- カラクル：(英・蘇：Caracul)。これはローマ皇帝セヴェルスの子カラカラ、すなわち西暦208年の対カレドニア戦争(スコットランドの古称)に関わった人物とされる。しかし、この人物は、この遠征当時はアントニウスという名しか通っていなかったはずで、カラカラという渾名は4年後につけられたもので、早期の史家はあまり用いなかった、とギボンは指摘する。

### 動物名
- シー・ファタ：「長い歩幅」(マ氏:Sifadda: 英: Si-fada; 蘇：Sithfada)。クーフリンの馬の二頭の一（「フィンガル 第一の歌」365行）。（≒リアス・マハ）
- ドゥ・スローン・ゲル：「白い鼻の黒色の」または「黒い鼻鳴らし」(マ氏:Dusronnal: 英: Dubh-sròngheal; 蘇：Du-sron-gel)（「フィンガル 第一の歌」370行）。クーフリンのもう一頭の馬（≒ドゥヴ・サングレン）
- ルーア：(英:Lu-a; 蘇：Luath)「早い」。クーフリンの鹿追いの細身の犬（「フィンガル 第二の歌」185行）。
- ブラン：「--」。(英・蘇：Bran)（「フィンガル 第五の歌」284行）フィンガル王の犬。
- ニェールスト：「力」。(英・蘇：Neart)（「フィンガル 第六の歌」341行）フィンガル王の犬。
- キーアル：「黒い」。(英:Kiar蘇：Ciar)（「フィンガル 第六の歌」341行）フィンガル王の犬。

### 武器・アイテム名
- ルーノの子/ルーノの剣：(英:Son of Luno 蘇：Mac an Luinn)。フィンガル 第六の歌」341行）フィンガル王の剣の名。ルーノは鍛冶師。
- 日光旗　(ジェオー・グレーネ)：。(英:Deo-grainè　蘇：Deò-gréine)（「フィンガル 第四の歌」360行）フィンガル王らの旗。

### オシアン世界の地理学
モールヴェン:本来は Mor-Earran「大いなる区画」という意味で、現今のモーヴァーンにその名残をとどめるとの説が、ゲール語版オシアン詩集の編者側からだされている。
セルマ:フィン王の王都は、ベンダーロックにあった旧ベリゴニウムの町の城址に比定する説があるが、否定的な意見も。じつはこの遺跡はエティヴ湖の北岸にあり、「(ウ)スニアハンの子らの砦」(Dun mac [U]Sniachan)と呼ばれて、地元ではデアドラ伝説のウシュリウの子ら(上述のナーホスらウスノーの息子ら)の拠点と伝えられたらしい。
ドゥン・スカーイッヒ(英:Dunscaith, Dun-Sgathaich; 蘇：Dùn-scàthaich): スカイ島にある「恐ろしい塞(とりで)」と語釈されているが、おそらくクーフーリンの修行先、「スカアハの砦」の転訛であろう。
テモラ/タイモーラ(英:Temora; 蘇：Tighmora):これは、フィン王の第2の王都？マクファーソンは、アイルランド上王の都タラから、フィンガルの王都テモラ/タイモーラと、アイルランドの王都トゥラの両方を派生させた、と見るのが道理であるが、弁解として、タイモーラはじつは「大いなる家」つまり「王宮」の意味であり、固有地名ではないのだが、マクファーソンが誤解した、と説明される。

## 写本の「発見」と英訳の出版

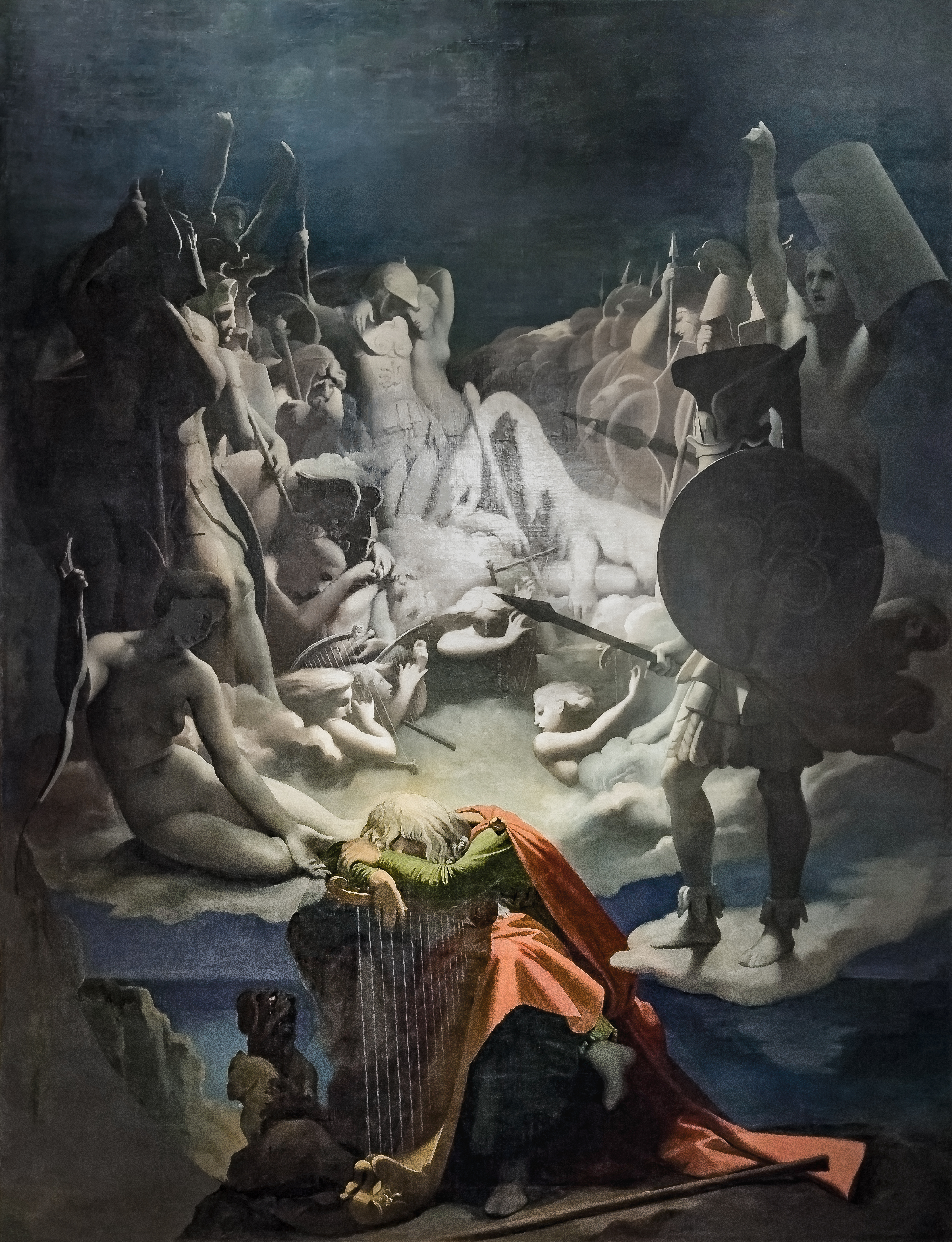
ドミニク・アングル画『オシアンの夢』（1813年）

マクファーソンは1760年に英語によるテキスト『Fragments of ancient poetry, collected in the Highlands of Scotland, and translated from the Gaelic or Erse language』（『スコットランド・ハイランド地方で収集し、ゲール語ないしアース語から翻訳された古詩断片集）』または『古歌の断章』）を出版し、その年にさらなる写本を入手した。
1761年、マクファーソンはオシアンによって書かれた英雄フィンガルの叙事詩を発見したと主張した。マクファーソンはそれらの翻訳を発表し（『フィンガル』1762年、『テモラ（Temora）』1763年）、1765年に集成版『オシアン詩集（The Works of Ossian）』を出版した。

## 当時のヨーロッパでの反響
当時、イングランドとの合邦やジャコバイトの乱の敗北に揺れていたスコットランドでは国家意識が危機にさらされ、その回復のよすがを古い文芸作品に求めるスコットランドの知識人が支持したという状況があった。そのため、こうした由来とその内容はヨーロッパの多くの古典主義者やロマン主義者らも魅了した。
オシアンは当時、ヨーロッパ中で成功を収め（ナポレオンも熱烈なファンだったほどである）、ホメロスなどの古典に匹敵するケルトの作品と褒めたたえられた。多くの作家たちがオシアンに多大な影響を受け、その中には若きウォルター・スコットやドイツのゲーテがいた。ゲーテは小説『若きウェルテルの悩み』のクライマックス・シーンの中に、オシアンの一部を自身の手で翻訳して挿入したほどである。
ゲーテの友人ヘルダーはシュトゥルム・ウント・ドラング運動初期に『オシアン論（またはオシアン書簡、Auszug aus einem Briefwechsel über Ossian und die Lieder alter Völker）』という題の小論を書いた。フランスやドイツ同様に、ハンガリーでも絶賛された。アラニ・ヤーノシュ（Arany János）はオシアンへの返答として『ホメーロスとオシアン』を書いた他、Baróti Szabó Dávid、チョコナイ・ヴィテーズ・ミハーイ（Csokonai Vitéz Mihály）、キシュファルディ・シャーンドル（Kisfaludy Sándor）、カジンツィ・フェレンツ（Kazinczy Ferenc）、キョルチェイ・フェレンツ（Kölcsey Ferenc）、トルディ・フェレンツ（Toldy Ferenc）、Greguss Ágostらがその影響を受けた。
イタリアではメルキオーレ・チェザロッティ（Melchiore Cesarotti）による翻訳が非常に好評を博し、パドヴァ大学で彼の教え子だったウーゴ・フォスコロ（Ugo Foscolo）をはじめ多くの人がこれに影響を受けた。

ロシア語で最も流布した版はエミル・コストラフの1792年の翻訳で、彼はピエール・ル・トゥルヌールの1777年の仏訳を元にした。
さらにオシアンはロマン派音楽の萌芽にも影響を与え、とくにシューベルトは多くのオシアンを題材に多くのリートを作曲した（『吟遊詩人の歌 D.147』『ナトス滅亡の後のオシアンの歌 D.278』など）。

## 信憑性の議論

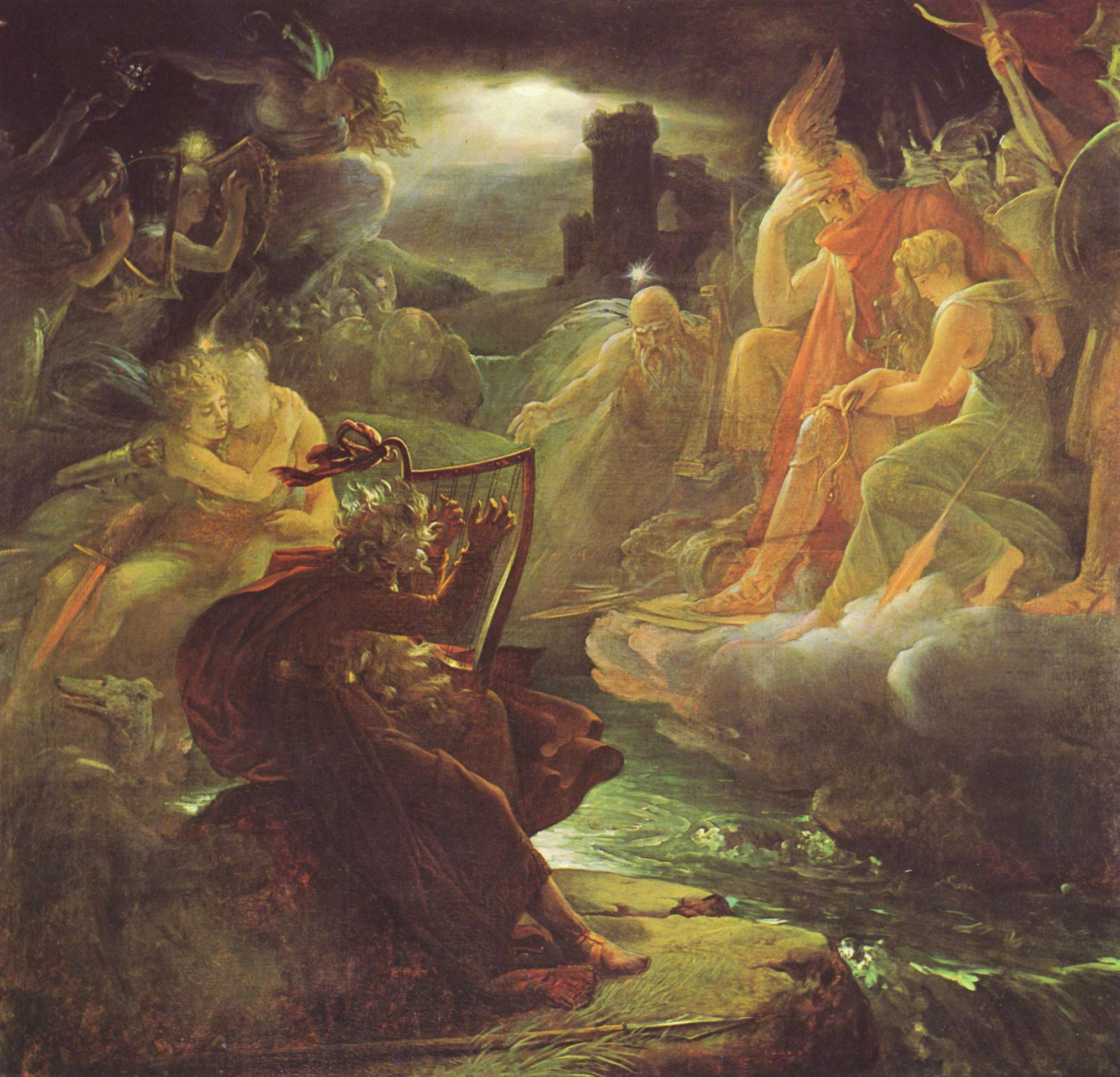
ローラの岸のオシアン。フランソワ・ジェラール（François Gérard）画

マクファーソンの主張に対し、文学的・政治的理由からただちに論争が起こった。マクファーソンは素材はスコットランド起源のものだと主張したが、アイルランドの歴史家たちは自分たちの伝承（アイルランド神話）が剽窃されていると感じ、反論した。もっともスコットランドもアイルランドも、その詩の舞台となった時代にはゲール文化を共有していて、両国に共通するフェニアン物語群（Fenian Cycle）のいくつかはスコットランドで作られていた。
イングランドの作家、評論家、伝記作家のサミュエル・ジョンソンはマクファーソンを「イカサマ師で、嘘つきで、詐欺師で、彼の作品は贋作だ」と確信したうえ、オシアンを駄作と断言した。「では、ジョンソン博士、あなたは今日、このような詩をどんな人でも書くことができたと本当に思っておられるんですか?」と尋ねられた時、ジョンソンが「そうだとも。多くの男性、多くの女性、多くの子供たちだって書けるさ」と答えたのは有名であるが、当の彼自身はゲール語もできず、ハイランドの文化に関する知識も持っていなかった。
このような論争に直面したハイランド協会（Highland Society）はマクファーソンの主張の真偽を調査した。これにより、「Oided mac n-Uisnig」の物語を記したいわゆるグレンマサン手稿（Glenmasan manuscript,Adv. 72.2.23）が発見された。
このテキストはアイルランドの「Longes mac n-Uislenn」という物語の変種の一つであり、多くの面で著しい差異があるもののマクファーソンの『ダルスーラ』（Darthula）と比較できる物語を提供している。ドナルド・スミスは委員会へのレポートでこれを引用した。
オシアンの資料がアイルランドのものか、イングランドのものか、あるいはジョンソンが結論づけたように、マクファーソンが自分の作品にゲール語の断片を織り込ませたものか、それともマクファーソンが言う通りスコットランド・ゲール語の口承と写本に基づいているのかについて、論争は19世紀に最高潮に達した。スコットランドの著作家ヒュー・ブレア（Hugh Blair）の『オシアン詩の批評的論述（A Critical Dissertation on the Poems of Ossian）』はジョンソンの痛烈な批判に対して作品の信憑性を支持するもので、1765年以降、作品に信憑性を付する目的で「オシアン」の全版に含まれるようになった。
1952年、デリック・トムソン（Derick Thomson）は、マクファーソンがスコットランド・ゲール語のバラッドを収集していたことを突き止め、マクファーソンは口承で残っていたものを、数々の写本と照合させて書いたのかも知れないが、オリジナルの登場人物とアイディアによって脚色し、相当量自分で作ったものを入れ込んだのではないかと述べた。

## オシアン詩集と漱石
作品から一世紀余、夏目漱石は当時の（英国での）オシアン作品についての評価をこう紹介している:「また十八世紀の末に『オシァン』が出た。これはマクファーソンの胡魔化しものだというが、とにかくこれが出た時は非常な評判でゲーテも愛読し、ナポレオンも愛読した。しかるに現在の英人は『オシァン』を単に歴史上の一現象として見る以外になんらの興味をも有しておらん。興味を有しておらんのみならず、とうてい読み切れないなどと特筆する評家さえある。してみると『オシァン』は出版当時の人気には合い、現今の人気にはとうてい合わぬのである。」(夏目漱石『文学評論』)

"明治三十七年二月の「英文学叢誌」に、漱石は「セルマの歌」と「カリックスウラの詩」を発表した。"。漱石訳「セルマの歌」の冒頭部は、「暮れ果てて、わびしくも、あらしの阜に一人。峰に聴く風の音、岩を下る早瀬。..」と詠まれる。(原文：Colma "It is night, I am alone, forlorn on the hill of storms.")。これについては、漱石が特に"ウェルテルがロッテに朗読して聞かせる「コルマ」「リノ」「アルピン」の部分"の抄訳をおこなったことが指摘されている

## 作品
- Macpherson, James → マクファーソン#作品を参照。
- Clerk, Archibald (1870), The Poems of Ossian: in the original Gaelic with a literal translation into English, Edinburgh and London: William Blackwood and Sons(英語対訳) volume1
  - volume2
- Macfarlan, Robert (1807), The poems of Ossian in the Original Gaelic, London: W. Bulmer (The Highland Society of London 版。 ラテン語対訳)volume 1 (Cath Loduin. Duan I-III; Caomh-mhala; Carraig-thura; Carthonn; Oigh-nam-mdr-shul; Gaol-nan-daoine;Croma; Calthonn is Caolmhal).
  - volume 2 (Fionnghal I-VI; Tighmora I-II)
  - volume 3 (Tighmora III-VIII, Cesarrotti's dissertation, etc.)
- MacGregor, Patrick, The Genuine Remains of Ossian, Literally Translated, Highland Society of London, (1841)

## 日本語版
- 塚田孝雄（編）、1997年『オシアン詩集』龍渓書舎。マクファーソン英文解説
- 夏目漱石「「セルマの歌」と「カリックスウラの詩」」『英文学叢誌』1904年2月。{{citation ja}}:  CS1メンテナンス: dateとyear (カテゴリ)「全集」に収録